# Дека-
Дека- (русское обозначение да, международное — da) — приставка в Международной системе единиц (СИ), обозначающая увеличение исходной единицы в десять раз. Название происходит от греч. δέκα «десять». Для использования в СИ приставка была принята XI  Генеральной конференцией по мерам и весам (ГКМВ) в 1960 году вместе с утверждением СИ в целом.
Исторически впервые официально принята в 1795 году; используется очень редко. До принятия в 1960 году системы СИ существовали различные варианты написания международного обозначения: dk, D, Da, дк.
Примеры использования:
- 1 деканьютон = 10 Н {\displaystyle \approx } 1 килограмм-сила
- 1 декалитр = 10 литров
- 1 декаметр = 10 метров
- 1 декапаскаль = 10 паскаль